# V335 Большой Медведицы
V335 Большой Медведицы (лат. V335 Ursae Majoris) — одиночная переменная звезда в созвездии Большой Медведицы на расстоянии приблизительно 1518 световых лет (около 465 парсеков) от Солнца. Видимая звёздная величина звезды — от +10,4m до +10,1m.

## Характеристики
V335 Большой Медведицы — оранжевая пульсирующая полуправильная переменная звезда типа SRD (SRD:) спектрального класса K2.